# Мамелюк (повість)
Мамелюк — історична повість грузинського письменника Кондрате Татарішвілі, в літературних колах відомого під псевдонімом Уяраго (у перекладі — «беззбройний»). Була написана у 1912 році. За твором у 1958 році на студії «Грузія-фільм» був знятий однойменний фільм (режисер — Давид Ронделі). Українською мовою була надрукована у «Видавництві Анетти Антоненко» 2016 року (перекладач — Рауль Чілачава).

## Сюжет
Батько з двома старшими синами працював у полі. Мати поралася по господарству. А молодший син Хвіча пас кіз на околиці. Його викрав розбійник і мав на меті продати у рабство, але хлопчика визволили княгиня і священник, у якого він потім і мешкав. Через півтора року священник і хлопчик потрапили в засідку. Хвіча потратив на турецький корабель, котрий плив до Стамбулу. У морі над ним опікувалися молоді грузини Резо і Саломе. На невільницькому ринку його продали до Єгипту, мамелюку Алі-бею.
Приблизно через 30 років на єгипетській землі висадилася армія Наполеона Бонапарта. Мамелюки дали бій загарбникам поблизу Каїра. Краще вишколена і озброєна європейська армія здобула перемогу. На полі бою, серед інших, лежело два трупи: один був у формі венеціанського піхотинця, другий — у традиційному одязі мамелюків. Обидва були грузинами: їх звали Резо і Хвіча.

## Факти
- У час, який описується на початку твору царем Імеретії був Соломон I. У Кахетії володарював Іраклій II. Обидва царі боролися проти іноземних загарбників, работоргівлі і за об'єднання грузинських земель у централізовану державу.
- Володар Єгипту Алі-бей, який описується у повісті, народився в Абхазії у родині православного священника.
- Найбільш відомим мамелюком з грузин був Дауд-паша — володар Багдаду в 1817—1931 роках.